# Dick’s Picks Volume 5
Dick’s Picks Volume 5 ist ein Live-Dreifachalbum der Band Grateful Dead.

## Geschichte
Die Songs vom Album wurden am 26. Dezember 1979 in der Oakland Auditorium Arena in Oakland, Kalifornien aufgenommen und im Mai 1996 herausgegeben.
Das Konzert war eine Benefizveranstaltung für die Organisation Seva Foundation, die sich für das Lösen von kulturellen Problemen weltweit einsetzt. Der ehemalige Dead-Gitarrist Bob Weir war und ist Mitglied dieser Organisation.
Dick’s Picks Volume 5 war das erste Album aus der Dick’s Picks-Serie, welches ein komplettes Konzert wiedergab. Zudem war dies das erste Dick’s Picks-Album mit dem Keyboarder Brent Mydland, der erst im April 1979 neu zur Band gestoßen war.
Das Konzert fand zwischen den Alben Shakedown Street (1977) und Go to Heaven (1980) statt, so dass die Psychedelic-Rock-Phase der Band abgeschlossen war. Zudem wurden für das Album Go to Heaven die Songs Alabama Getaway und Looks Like Rain getestet und eingeübt. Des Weiteren wurde zum ersten Mal seit fast zwei Jahren der Song Uncle John's Band wieder Live gespielt. Der Song eröffnete und beendete das zweite Set des Konzertes. Auch Brokedown Palace wurde das erste Mal seit zwei Jahren wieder aufgeführt.
Diese Versionen von Uncle John's Band und Shakedown Street wurden für den Werbesampler A Glimpse Of The Vault verwendet, der von jedem Dick’s Pick Album 1 - 5 ein bis zwei Songs enthält.
Der Name Dick’s Pick stammt vom offiziellen Aufnahmearchivist der Band Dick Latvala, der die Serie startete und die Songs dazu bis zu seinem Tod 1999 auswählte.

Wie die bisherigen Alben der Dick’s Pick-Serie ist auch dieses mit einer Caveat-emptor-Warnung versehen:

„This compact disc has been digitally remastered directly from the original half track stereo analog tape. It is a snapshot of history, not a modern professional recording, and may therefore exhibit some technical anomalies and the unavoidable effects of the ravages of time.“

## Kritik
Dick's Picks Volume 4 erhielt von All Music Guide und The Music Box jeweils 4 von 5 Sternen und vom Rolling Stone 3,5 von 5 Sternen.

## Trackliste

### CD1
1. „Cold Rain and Snow“ (traditionelles Lied) – 6:44
2. „C. C. Rider“ (traditionelles Lied) – 6:43
3. „Dire Wolf“ (Garcia, Hunter) – 3:58
4. „Me and My Uncle“ (John Phillips) – 2:59
5. „Big River“ (Johnny Cash) – 5:59
6. „Brown-Eyed Women“ (Garcia, Hunter) – 5:20
7. „New Minglewood Blues“ (traditionelles Lied) – 7:41
8. „Friend of the Devil“ (Garcia, Hunter) – 9:37
9. „Looks Like Rain“ (Weir, Barlow) – 8:14
10. „Alabama Getaway“ (Garcia, Hunter) – 6:58
11. „Promised Land“ (Chuck Berry) – 4:26

### CD2
1. „Uncle John's Band“ (Garcia, Hunter) – 10:14
2. „Estimated Prophet“ (Barlow, Weir) – 14:11
3. „Jam 1“ (Grateful Dead) – 6:01
4. „He's Gone“ (Garcia, Hunter) – 10:03
5. „The Other One“ (Weir, Kreutzmann) – 8:38
6. „Drums“ (Hart, Kreutzmann) – 6:03

### CD3
1. „Drums“ (Hart, Kreutzmann) – 4:22
2. „Jam 2“ (Grateful Dead) – 6:03
3. „Not Fade Away“ (Norman Petty, Buddy Holly) – 11:52
4. „Brokedown Palace“ (Garcia, Hunter) – 4:49
5. „Around and Around“ (Berry) – 3:57
6. „Johnny B. Goode“ (Berry) – 4:28
7. „Shakedown Street“ (Garcia, Hunter) – 13:52
8. „Uncle John's Band“ (Garcia, Hunter) – 2:54